# Cutina aluticolor
Cutina aluticolor är en fjärilsart som beskrevs av Michael G. Pogue och Ferguson 1998. Cutina aluticolor ingår i släktet Cutina och familjen nattflyn. Inga underarter finns listade i Catalogue of Life.